# Поликарпов, Юрий Анатольевич
Юрий Анатольевич Поликарпов (род. 29 января 1962, Усолье-Сибирское) — спидвейный гонщик, Мастер спорта международного класса.
Юрий Анатольевич Поликарпов. Мастер спорта международного класса по ледовому спидвею. Родился 29 января 1962 г, г. Усолье-Сибирское.
В 9-м классе заболел мотоспортом при посредничестве В.Дементьева и С.Кузьмина. Усольские мотокроссисты постоянно ездили в Иркутск, Ангарск, Чуну, Черемхово, Дальнегорск (Приморский край). В 1992 г. перебрался на Дальний Восток. Начал выступать на чемпионатах мира. В 1996 г. стал серебряным призёром Гран-при. Во всех рейтинговых листах стоял на втором месте в мировой классификации. В 2000 г. стал чемпионом мира в командной гонке. В 1999 и 2000 гг. два раза становился чемпионом Европы в личном зачете.